# Cheung Kong Center II
Cheung Kong Center II («Чхёнкхон-сентер II») — 41-этажный офисный небоскрёб, расположенный в Центральном районе Гонконга. Построен в 2024 году в стиле модернизма. Архитектором здания выступила американская фирма Leo A Daly (Омаха), строителем — Lian Li Construction, владельцем является гонконгский оператор недвижимости CK Asset Holdings.

## География
Cheung Kong Center II расположен на Харкорт-роуд в центральной части Гонконга. Непосредственно вокруг офисного здания находятся небоскрёбы AIA Central, Bank of America Tower, The Henderson и Bank of China Tower. В шаговой доступности от Cheung Kong Center II расположены парки Чатер-Гарден, Гонконг и Тамар, а также станции метро Адмиралтейство и Сентрал.

## История
В 1974 году на Харкорт-роуд было построено 23-этажное коммерческое здание «Хатчисон-Хаус» (Hutchison House). Здесь располагалась штаб-квартира частного конгломерата Hutchison Whampoa, офисы Гонконгской биржы и MTR Corporation, государственные учреждения, а на трёх нижних этажах — торговый центр. Весной 2019 года «Хатчисон-Хаус» был снесён.
В 2008 году власти утвердили план реконструкции «Хатчисон-Хаус», позволив Cheung Kong Properties построить на его месте 47-этажный небоскрёб. В 2012 году был утверждён новый план, уменьшивший этажность до 41. Строительные работы на месте снесённого «Хатчисон-Хаус» стартовали в 2020 году и завершились в 2024 году. В августе 2022 года проект официально был назван Cheung Kong Center II, унаследовав внешние черты от старого Cheung Kong Center.
По состоянию на 2024 год крупнейшими арендаторами Cheung Kong Center II были банк ICBC, конгломерат CK Hutchison Holdings, британская компания по управлению активами Schroders и гонконгская нефтегазовая компания United Energy Group.

## Структура
Здание имеет общую площадь 550 тыс. квадратных футов, средняя площадь этажа составляет 17,3 тыс. квадратных футов, в подземной части располагаются 185 парковочных мест.

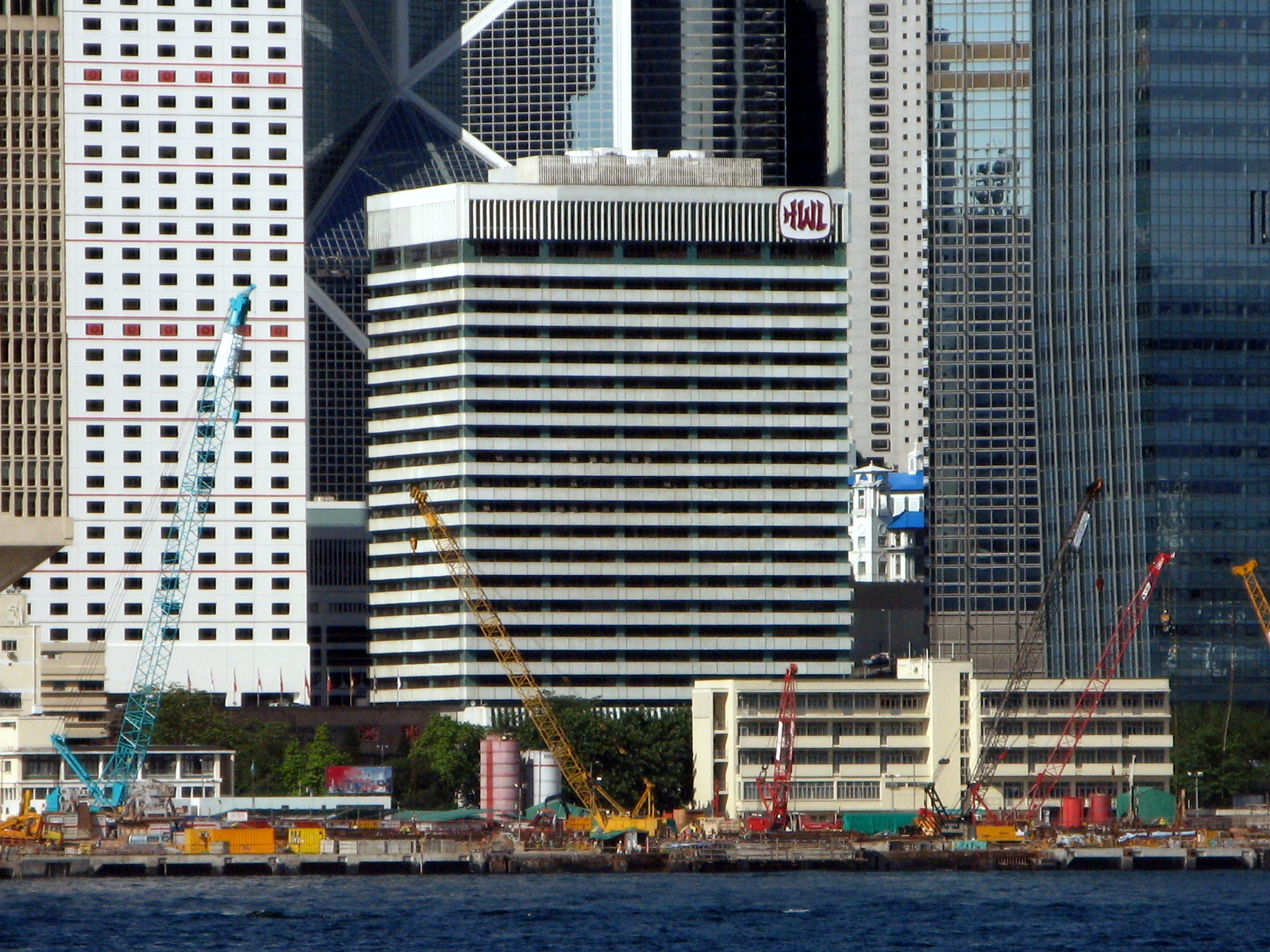
Hutchison House в 2009 году
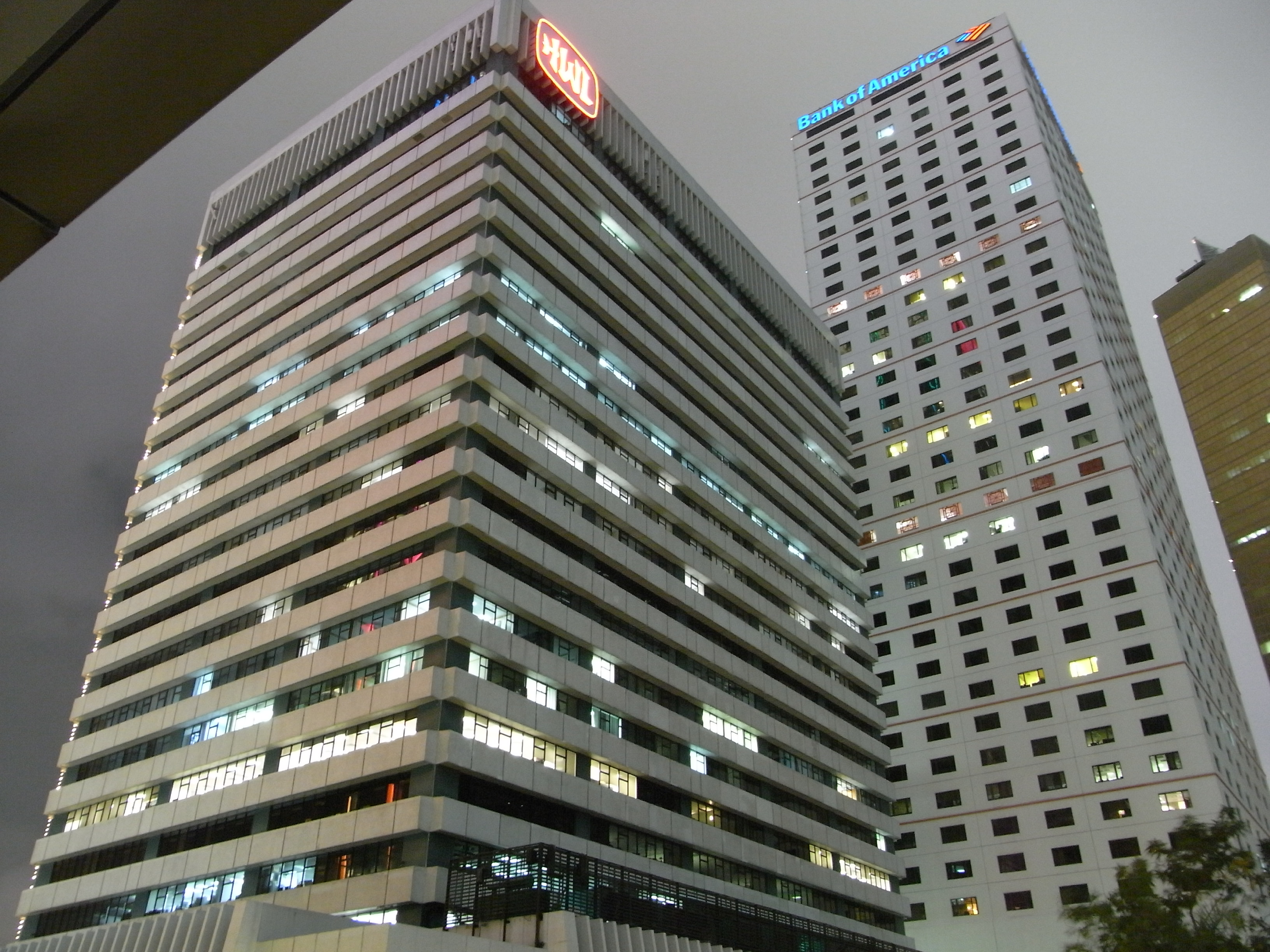
Hutchison House в 2010 году
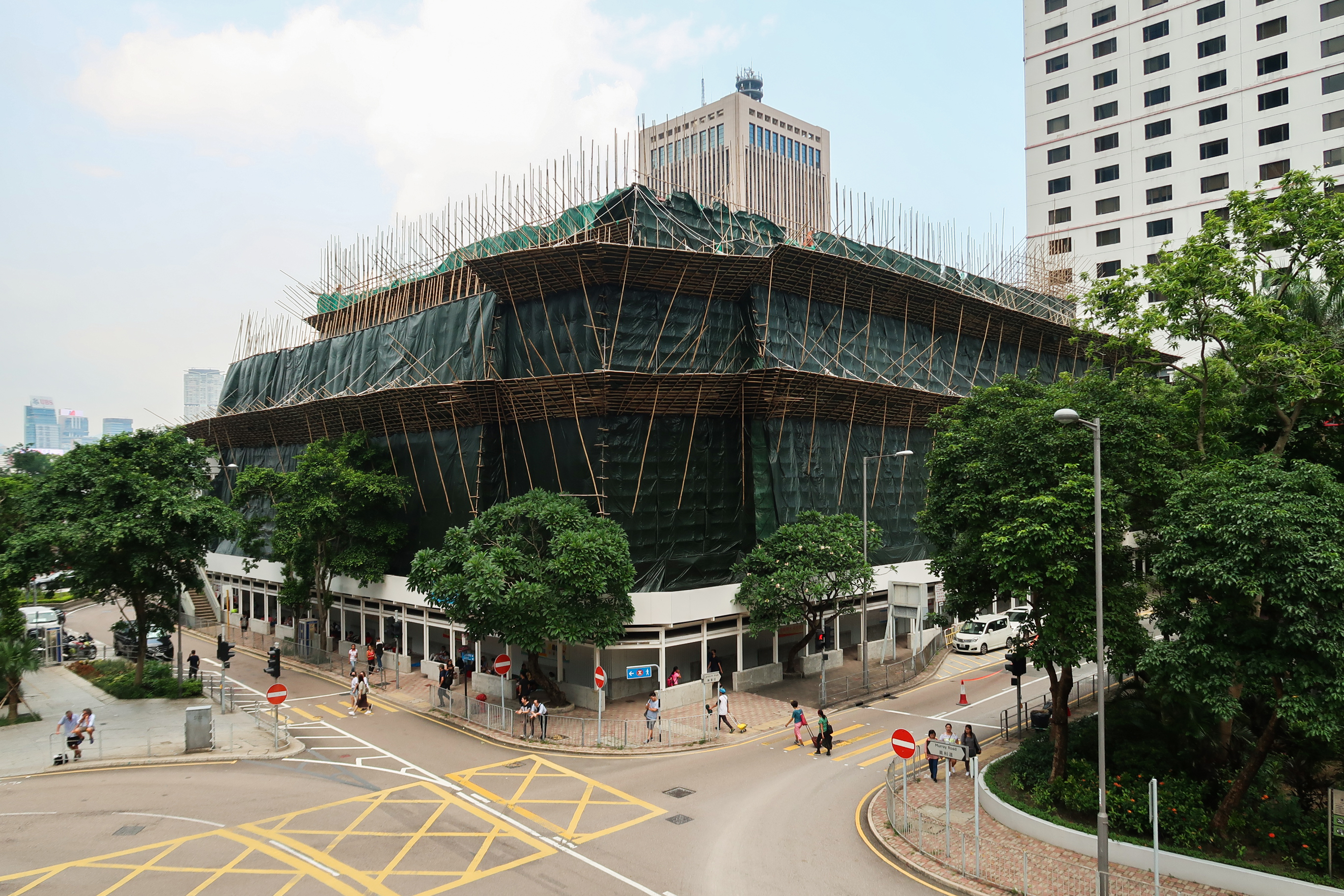
Hutchison House в 2019 году

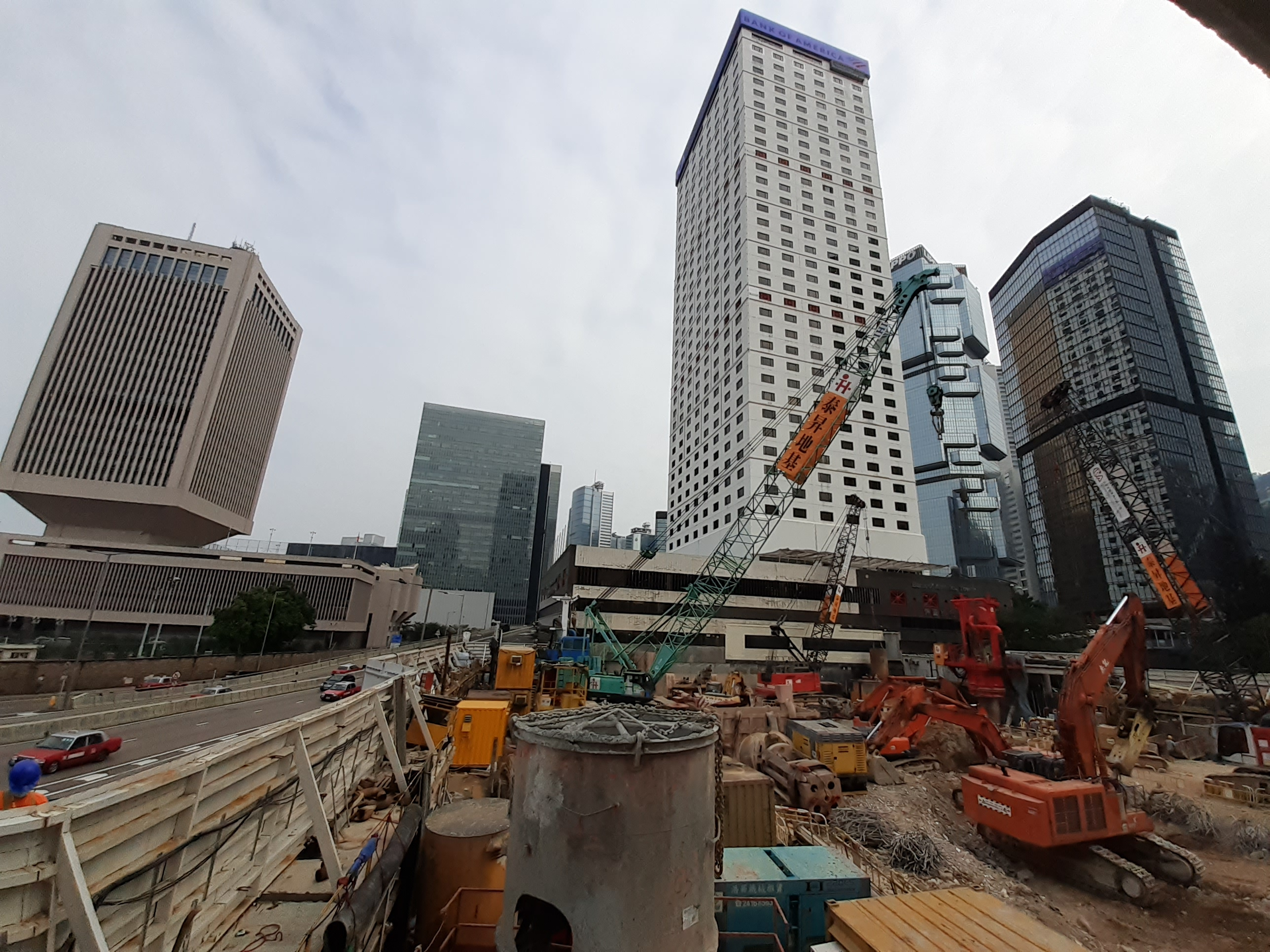
Cheung Kong Center II в 2020 году
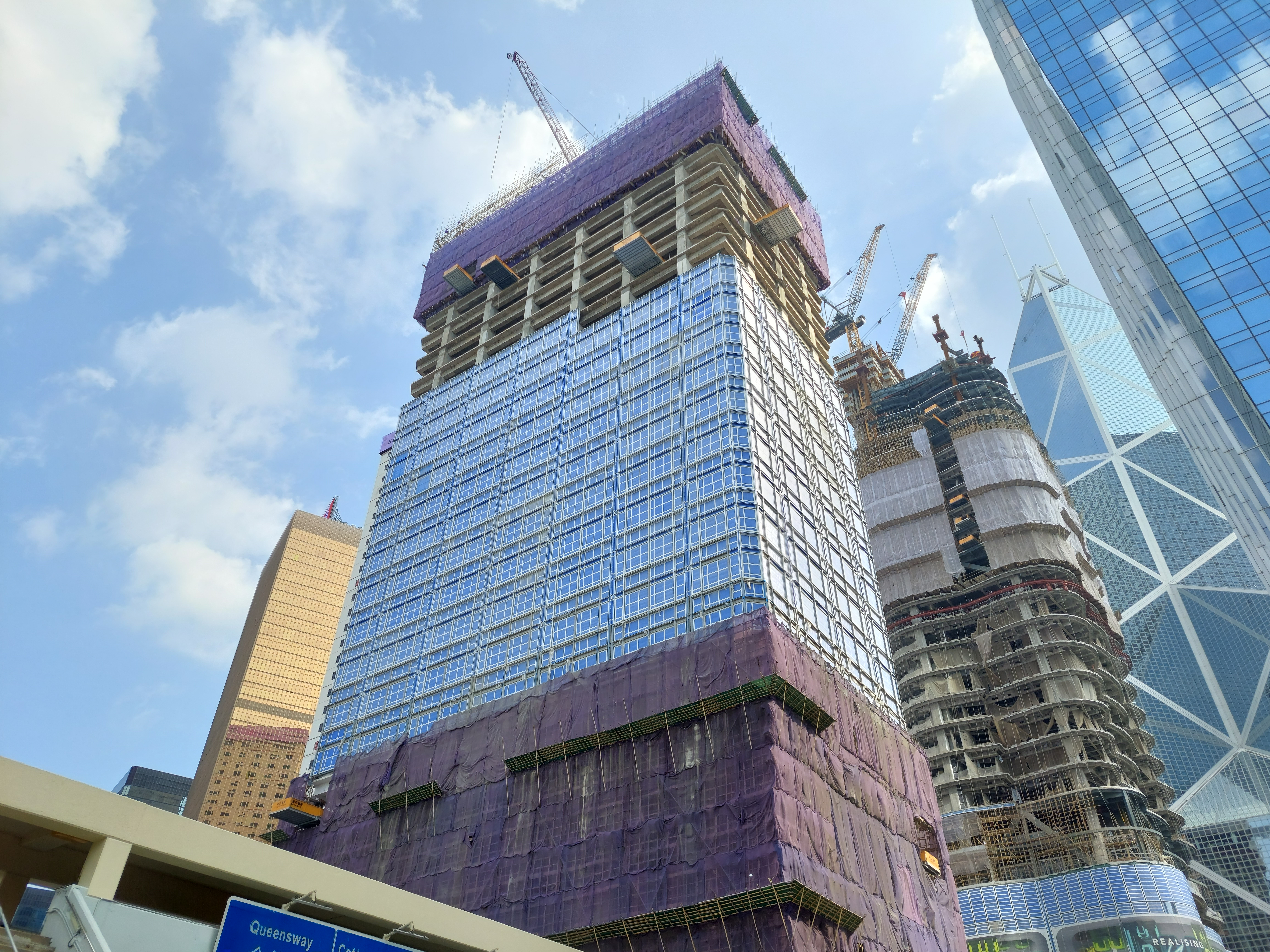
Cheung Kong Center II в 2022 году
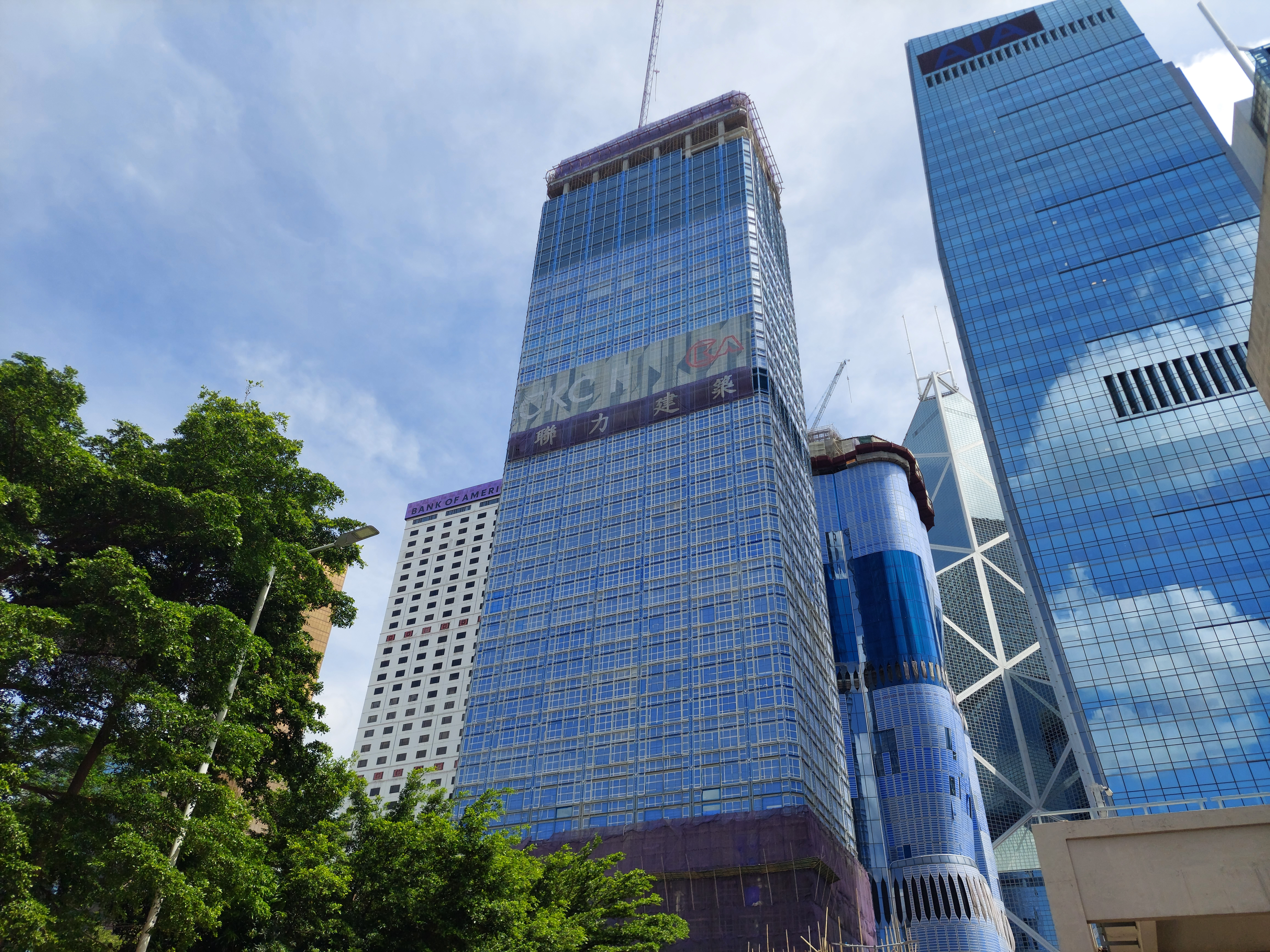
Cheung Kong Center II в 2023 году